# Marion Hänsel
Pour les articles homonymes, voir Hänsel et Ackermann.
Marion Ackermann, dite Marion Hänsel, née le 12 février 1949 à Marseille et morte le 8 juin 2020 à Woluwe-Saint-Pierre, est une actrice, réalisatrice et productrice belge.

## Biographie
Née à Marseille, Marion Hänsel grandit à Anvers. Elle se forme à la comédie à l'Actors Studio de New York et à l'École du cirque d’Annie Fratellini à Paris et joue notamment dans L'une chante, l'autre pas d’Agnès Varda en 1977.
Elle se fait connaître en tant que réalisatrice en 1982 grâce à son adaptation du roman de Dominique Rolin, Le Lit. Ce premier long-métrage lui vaut le prix André-Cavens décerné par l’Union de la critique de cinéma (UCC).
En 1985, Marion Hänsel adapte le roman Dust de l'écrivain sud-africain J. M. Coetzee avec au casting Jane Birkin et Trevor Howard. Elle est la première réalisatrice belge à recevoir un Lion d'argent à la Mostra de Venise.
Deux ans plus tard, elle adapte le prix Goncourt de 1985, Les Noces barbares de Yann Queffelec. Cette même année, elle est élue « Femme de l’année » en Belgique. 
Parmi ses autres films, on compte aussi Il maestro avec Charles Aznavour, en 1989, Sur la terre comme au ciel, en 1991 et Between the Devil and the Deep Blue Sea, en 1995. Avec Chantal Akerman, Marion Hänsel est l'une des réalisatrices belges ayant abordé l'intime dans ses films,.

## Filmographie sélective

### Productrice, scénariste et réalisatrice
- 1977 : Équilibre (court-métrage)
- 1982 : Le Lit (adapté du roman homonyme de Dominique Rolin)
- 1985 : Dust
- 1987 : Les Noces barbares
- 1990 : Il maestro
- 1992 : Sur la Terre comme au ciel
- 1995 : Between the Devil and the Deep Blue Sea
- 1995 : Le Nez au vent de Dominique Guerrier (productrice)
- 1998 : La Faille
- 2001 : Nuages, Lettres à mon fils
- 2006 : Si le vent soulève les sables
- 2010 : Noir Océan
- 2013 : La Tendresse
- 2016 : En amont du fleuve
- 2019 : Il était un petit navire (documentaire)

### Actrice
- 1974 : Casse-toi, sale arabe de Pierre Arago
- 1977 : L'une chante, l'autre pas d'Agnès Varda
- 1979 : Histoires de voyous : La Belle Affaire de Pierre Arago
- 1982 : Les Enquêtes du commissaire Maigret de Louis Grospierre (série télévisée), épisode : Maigret et le Clochard

## Distinctions
- 1985 : Lion d'argent, Mostra de Venise.
- 1987 : élue « Femme de l’année » en Belgique[13].
- 2004 : Mira d'or.
- 2022 : Magritte d'honneur